# Toán tử mật độ
Trong cơ học lượng tử, ma trận mật độ (hoặc toán tử mật độ) là một ma trận mô tả một tập hợp các hệ vật lý dưới dạng các trạng thái lượng tử (kể cả khi tập hợp ấy chỉ có đúng một hệ). 
Nó cho phép tính toán xác suất các quan sát của bất kì phép đo nào trên các hệ của tập hợp sử dụng nguyên lý Born.
Nó là tổng quát hoá của các véc tơ trạng thái (vốn phổ biến hơn) hoặc các hàm sóng.
Trong khi véc-tơ trạng thái chỉ biểu diễn được các trạng thái thuần, ma trận mật độ có thể biểu diễn được các tập hợp phức (mà đôi khi bị gọi một cách nhập nhằng là các trạng thái phức).

## Định nghĩa
Cho một hệ cơ sở trạng thái {\displaystyle |0\rangle }, {\displaystyle |1\rangle } trong không gian hai chiều Hilbert. Khi đó toán tử mật độ được biểu diễn bằng ma trận sau
{\displaystyle (\rho _{ij})=\left({\begin{matrix}\rho _{00}&\rho _{01}\\\rho _{10}&\rho _{11}\end{matrix}}\right)=\left({\begin{matrix}p_{0}&\rho _{01}\\\rho _{01}^{*}&p_{1}\end{matrix}}\right)}
trong đó các phần tử trên đường chéo (đường chéo chính) là các số thực có tổng bằng một (cũng còn gọi là phân bố của hai trạng thái {\displaystyle |0}.
Các phần tử ngoài đường chéo (đường chéo phụ) là các số phức liên hợp với nhau (còn gọi là đồng pha). Các phần tử này bị ràng buộc về độ lớn như sau {\displaystyle (\rho _{ij})} là xác định dương.
Xác suất được phép đo đại lượng chiếu cho kết quả {\displaystyle m} khi sử dụng phép chiếu {\displaystyle \Pi _{m}} được cho bởi:
{\displaystyle p(m)=\sum _{j}p_{j}\left\langle \psi _{j}\right|\Pi _{m}\left|\psi _{j}\right\rangle =\operatorname {tr} \left[\Pi _{m}\left(\sum _{j}p_{j}\left|\psi _{j}\right\rangle \left\langle \psi _{j}\right|\right)\right],}